# تیم پژو توتال
تیم پژو توتال (انگلیسی: Team Peugeot Total) یک تیم اتوموبیل‌رانی است که در گذشته در رالی قهرمانی جهان شرکت می‌کرده‌است.

## نگارخانه

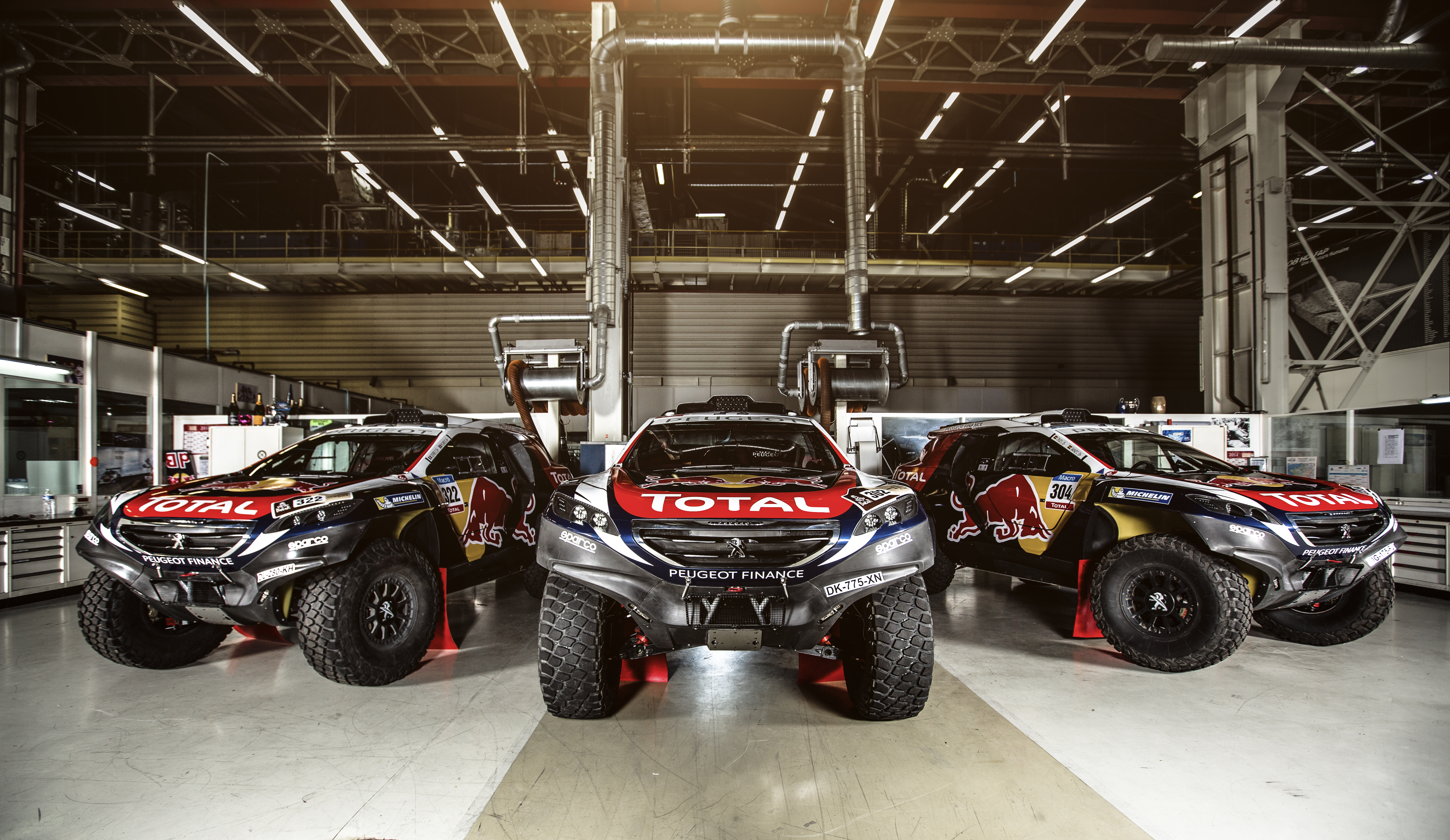
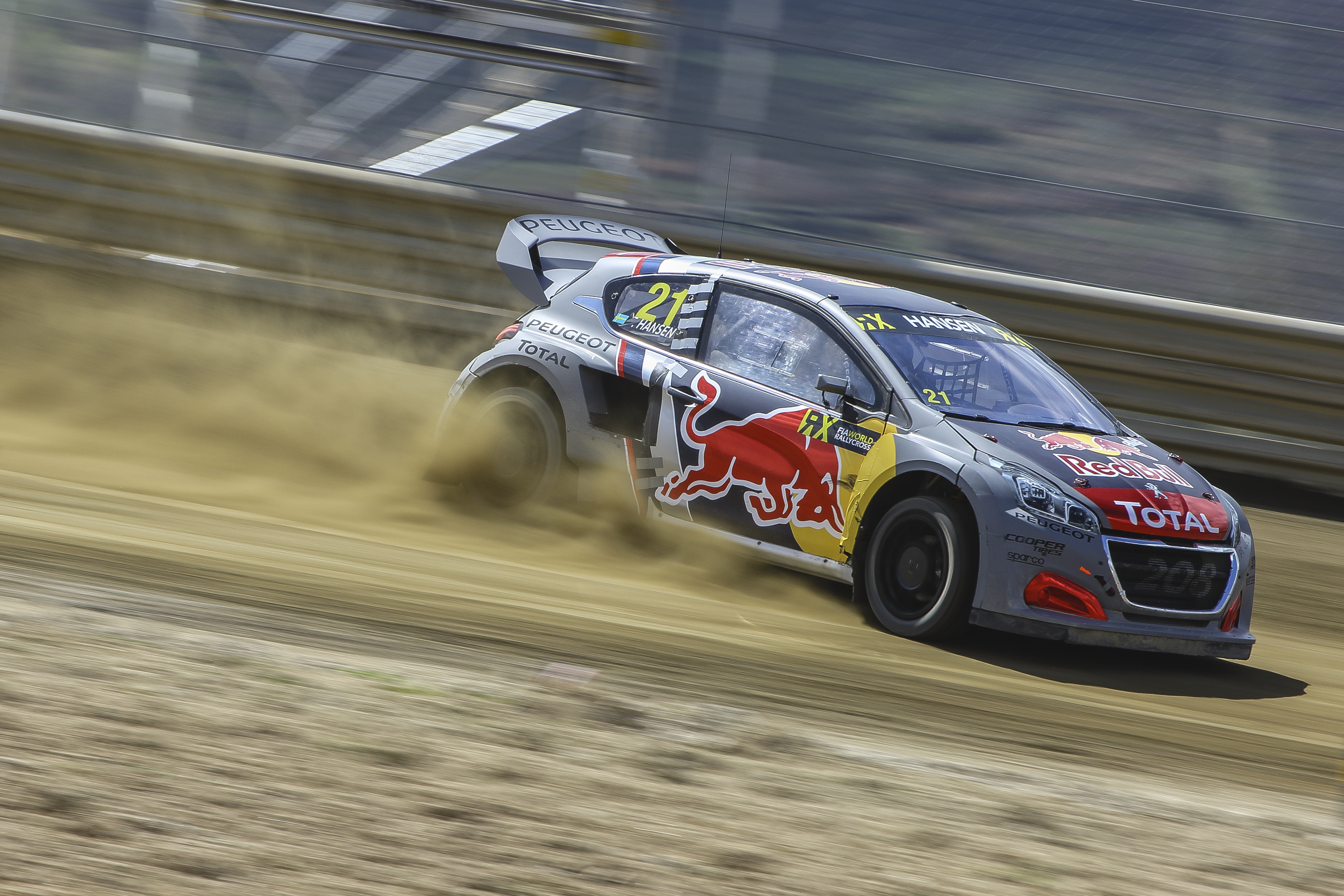